# Cunța, Alba
Cunța, mai demult Conța (în dialectul săsesc Zäkesdorf, în germană Zeckesdorf, Zekeschdorf, Zäkeschdorf, Zeikeschdorf, în maghiară Konca, Szászszékes) este un sat în comuna Șpring din județul Alba, Transilvania, România.

## Date geologice
Pe teritoriul acestei localități se găsesc izvoare sărate și râul Secaș. 
Lângă Cunța se mai află și valea Câlnicului, numită după pârâul Câlnic care se varsă în râul Secaș.    

## Obiectiv memorial
Monumentul Eroilor Români din Primul și Al Doilea Război Mondial. Obeliscul a fost dezvelit în anul 1920, în memoria eroilor români din cele Două Războaie Mondiale și este amplasat în cimitirul ortodox. Monumentul, cu o înălțime de 2 m, este realizat din beton mozaicat, iar gardul împrejmuitor este din sârmă împletită și stâlpi din beton. Pe placa de marmură de pe fațada obeliscului este următorul înscris comemorativ: „ÎN AMINTIREA EROILOR NEAMULUI CĂZUȚI ÎN 1914-1918“. Dedesubt sunt înscrise numele a 14 eroi, apoi, 1941-1945, urmat de numele a 8 eroi.

## Clubul de Pescuit Sportiv Cunța
Clubul de Pescuit Sportiv Cunța este un club de pescuit din localitatea Cunța, județul Alba. Acesta a fost înființat în vara anului 2022 de Luca Tudor.
În luna iulie a fiecărui an, clubul realizează Competiția de Pescuit Cunța. Participanții trebuie să prindă cât mai mulți pești pentru a obține cât mai multe puncte. Fiecare pește prins este punctat după specie și greutate. Această competiție este organizată în mai multe locuri de pescuit din apropierea localității.
Pentru mai multe informații puteți urmări pagina de Facebook, Website-ul oficial și canalul de YouTube.

## Imagini

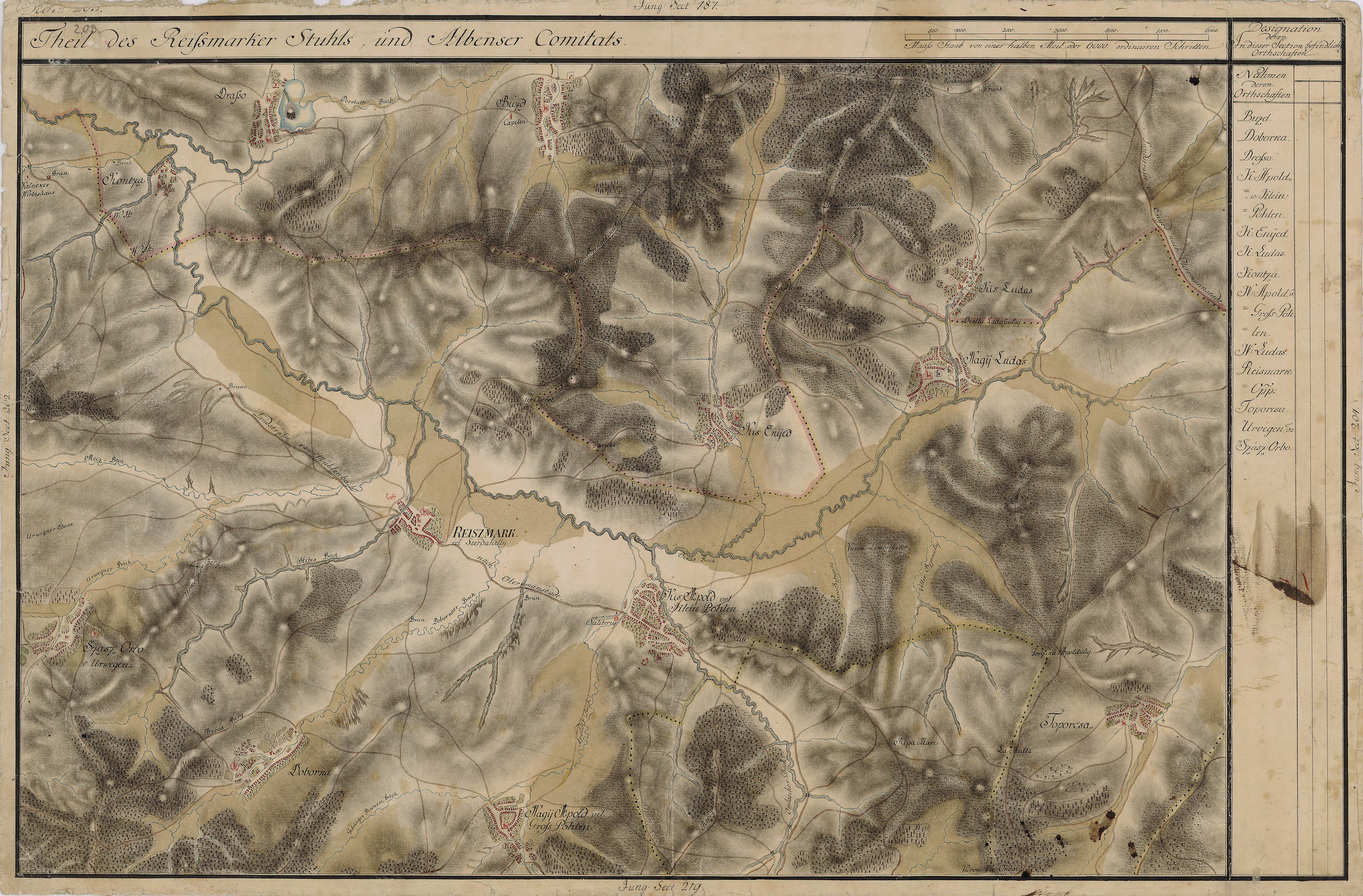
Cunța în Harta Iosefină a Transilvaniei, 1769-1773

## Personalități
- Ilie Medrea (n. 1975), interpret de muzica populara